# Kačapor
Kačapor (cyr. Качапор) – wieś w Serbii, w okręgu toplickim, w gminie Blace. W 2011 roku liczyła 59 mieszkańców.